# Assoa fertilissima
Assoa fertilissima är en svampart som beskrevs av Urries 1944. Assoa fertilissima ingår i släktet Assoa, divisionen sporsäcksvampar och riket svampar.   Inga underarter finns listade i Catalogue of Life.